# Настя (фильм)
«На́стя» — российский художественный фильм режиссёра Георгия Данелии, созданный на студии «Ритм» в 1993 году.
Основой для сценария послужила повесть советского писателя Александра Володина «Происшествие, которого никто не заметил». В 1967 году эта повесть была экранизирована самим автором. Георгий Данелия утверждал, что до съёмок своей картины не видел этого фильма.
В фильме в своеобразном камео появился Савелий Крамаров, его роль является отсылкой к вору Косому из картины «Джентльмены удачи» (1971), в котором сам Георгий Данелия выступил в качестве сценариста и художественного руководителя.

## Сюжет
Настя Плотникова, скромная, неприметная девушка, живёт с постоянно болеющей мамой-дворничихой, которая мечтает увидеть свою дочь с кавалером. Но эта мечта всё никак не сбывается. Однажды на тёмной улице Настя помогает бабушке, которая среди ночи разъезжала по городу на велосипеде и угодила колесом в канализационный колодец. Благодарная старушка, оказавшаяся волшебницей, пообещала спасительнице выполнить два её заветных желания. Настя захотела стать красивой, чтобы нравиться мужчинам. Проснувшись утром, она не узнаёт себя в зеркале — она стала необыкновенной красавицей. После этого жизнь девушки резко меняется — все мужчины очарованы ею. Но счастья это, увы, не приносит. И лишь когда Настя загадывает второе желание: стать такой, как прежде, — она находит свою настоящую любовь.
Время действия — 1992 год — время глубокого экономического, социального и культурного кризиса, место действия — Москва. Из-за перебоев с электроэнергией (электроснабжение осуществляется только по нечётным числам) парализовано движение электротранспорта, и по рельсам катятся трамваи, буксируемые БТРами (так власти решают проблемы, но это приносит лишь убытки); улицы, станции метро и ещё не закрывшиеся совхозы вместо привычных названий носят имена Ивана Грозного, Нестора Махно, Александра II и других досоветских и для новой России неоднозначных политических деятелей, а герои путаются в переименованиях.

## В ролях

### В главных ролях
- Полина Кутепова — Настя Плотникова
- Ирина Маркова — Настя Плотникова (после превращения)
- Валерий Николаев — Саша Пичугин, возлюбленный Насти
- Евгений Леонов — Яков Алексеевич Змойро[1], директор магазина канцтоваров
- Александр Абдулов — Владимир Николаевич Тетерин, префект округа
- Галина Петрова — Антонина Плотникова, мать Насти
- Нина Тер-Осипян — добрая волшебница

### В ролях
- Наталья Щукина — Валя, продавщица в магазине канцтоваров
- Ольга Недоводина — Катя, кассирша в магазине канцтоваров
- Ксения Пинто-Гомес — Оля, младшая сестра Саши
- Нина Гребешкова — секретарь Тетерина
- Норберт Кухинке — иностранный журналист
- Александр Потапов — Максим Петрович, начальник ЖЭКа
- Юлий Гусман — ведущий шоу «Миллиардный пассажир метро»
- Савелий Крамаров — «Косой», вор-домушник, псевдоспонсор из Южной Кореи
- Леонид Ярмольник — прохожий со шляпой
- Роман Мадянов — Моргунин, сотрудник ЖЭКа
- Андрей Межулис — Мымрик, муж Кати, музыкант
- Михаил Трясоруков — Шурик, знакомый Насти
- Александр Адабашьян — представитель министерства культуры
- Юрий Рост — телевизионщик
- Георгий Данелия — работник культуры
- Рене Хобуа — не снимался в фильме, но указан в титрах

## Съёмочная группа
- Авторы сценария — Александр Адабашьян, Александр Володин, Георгий Данелия
- Режиссёр-постановщик — Георгий Данелия
- Главный оператор — Павел Лебешев
- Художник-постановщик — Леван Лазишвили
- Композитор — Андрей Петров

## Награды и номинации
- 1994 год — Кинопремия «Ника»
  - Номинация в категории Премия «Ника» за лучшую работу звукорежиссёра (Валентин Бобровский)[2][3]
- 1997 год — Государственная премия Российской Федерации в области киноискусства 1996 года — Георгию Данелии за художественные фильмы «Паспорт», «Настя», «Орёл и решка»[4]